# Ernst-Heiner Korte
Ernst-Heiner Korte (* 1942) ist ein deutscher Chemiker (Analytische Chemie, Infrarotspektroskopie).
Korte wurde 1972 an der Universität Dortmund bei Bernhard Schrader promoviert (Messung der optischen Rotationsdispersion im infraroten Spektralbereich). Er war am Institute of Spectrochemistry and Applied Spectroscopy (Institut für Spektrochemie und Angewandte Spektroskopie, ISAS) in Dortmund, leitete dort mehrere Arbeitsgruppen und von 1992 bis 2004 den neu eingegliederten Institutsteil in Berlin, bevor er als stellvertretender Direktor des ISAS nach Dortmund zurückkehrte. 2007 ging er in den Ruhestand, blieb aber Berater des Instituts.
Er befasste sich unter anderem mit Infrarot-Spektroskopie von Lösungen chiraler Moleküle in Flüssigkristallen.
2012 erhielt er die Clemens-Winkler-Medaille für Beiträge zur angewandten Infrarotspektroskopie. Er war langjähriger Sekretär der Sektion Analytische Chemie (DAC) der European Association for Chemical and Molecular Sciences und erhielt einen DAC-Tribute. Er war 1999 bis 2002 Vorsitzender des Deutschen Arbeitskreises für Angewandte Spektroskopie (DASp) der GDCh und wurde 2007 deren Ehrenmitglied.